# Hello (chanson d'Aya Ueto)
Pour les articles homonymes, voir Hello.
Singles de Aya Ueto
kizuna
(2002) MESSAGE/PERSONAL
(2003)
Hello est le 3e single de Aya Ueto sorti sous le label Pony Canyon le 26 février 2003 au Japon. Il atteint la 10e place du classement de l'Oricon. Il se vend à 22 994 exemplaires la première semaine, et reste classé pendant 9 semaines, pour un total de 40 555 exemplaires vendus.
Hello -symphony modulation style- a été utilisé comme campagne publicitaire pour Soh de LOTTE. Hello se trouve sur l'album AYAUETO, sur la compilation Best of Aya Ueto: Single Collection et sur l'album remix UETOAYAMIX.

## Liste des titres
| 1. | Hello                             | T2ya              | T2ya                | 4:45 |
| 2. | Hello -symphony modulation style- | T2ya              | T2ya                | 3:40 |
| 3. | Puzzle -New 80's remix-           | Natsumi Kobayashi | Shinichirō Murayama | 3:41 |
| 4. | Pureness -under island style-     | T2ya              | T2ya                | 5:26 |
| 5. | Hello ~Instrumental~              | T2ya              | T2ya                | 4:42 |

| 1. | Hello     |  |
| 2. | Making of |  |

## Interprétations à la télévision
- Music Station (7 mars 2003)
- Hey! Hey! Hey! (10 mars 2003)
- Utaban (3 avril 2003)
- 2003 FNS Kayousai (3 décembre 2003)